# Oscar Lagerström
Carl Oscar Helwig Lagerström, född 21 december 1893 i Borg, Östergötland, död 4 maj 1977 i Huddinge, var en svensk målare, grafiker och skulptör. 
Han var son till byggmästaren Oscar Teodor Lagerström och Elin Hedvig Nyström och från 1939 gift med Rut Carré-Norrman
Lagerström studerade vid Skånska målarskolan i Malmö och Hovedskous målarskola i Göteborg 1945–1949 samt under studieresor till Norge, Danmark, England och Amerika. Han ställde ut ett flertal gånger tillsammans med sin fru på ett flertal hotellutställningar på olika platser i Sverige. 
Hans konst består av skånska landskapsstämningar, staffagefigurer, norska fjordmotiv och hamnmiljöer samt figurkompositioner i träsnitt.
Oscar Lagerström är begravd på S:t Botvids begravningsplats.